# Новак Денис Олегович
Дени́с Оле́гович Новак (позивний Ден; 5 листопада 1984, м. Хмільник — 8 листопада 2022, м. Київ) — український військовослужбовець, солдат 80 ОДШБр Збройних сил України, учасник російсько-української війни.

## Біографія
Народився 5 листопада 1984 року в м. Хмільник Вінницької області. Навчався у загальноосвітній школі № 3. Після 11 класів закінчив приватний заклад вищої освіти «Європейський університет», здобув фах менеджера. З березня 2021 року працював на хмільницькому заводі «Молочний візит» у цеху з виготовлення сирів.
Одразу після повномасштабного вторгнення пішов добровольцем до Збройних Сил України, а вже 28 лютого склав присягу. Під час проходження військової служби був навідником 3-го десантно-штурмового відділення, 3-го десантно-штурмового взводу 4-ї десантно-штурмової роти 2-го десантно-штурмового батальйону військової частини А 0284 — 80-ї окремої десантно-штурмової бригади.
Денис Новак був палким патріотом України, творчою та креативною людиною. Активно вів сторінку в соцмережах і своїми відео підбадьорював дух українців та доводив, що українські воїни незламні.
Воював на Східному напрямку. Брав участь у Слобожанській контрнаступальній операції на Харківщині. 22 жовтня 2022 під час виконання бойового завдання у напрямку Сватового Луганської області бронетранспортер Дениса підірвався на міні. Він зазнав поранення й відтоді в комі перебував у шпиталі. Помер у київській міській клінічній лікарні швидкої медичної допомоги внаслідок отримання проникаючих поранень голови. Похований 12 листопада 2022 року на Великомитницькому кладовищі м. Хмільник.
Залишилися батьки, дружина, донька та син.

## Нагороди
- Орден «За мужність» III ступеня (8 березня 2023, посмертно) — за особисту мужність і самовіддані дії, виявлені у захисті державного суверенітету та територіальної цілісності України, зразкове виконання військового обов'язку[4]